# Hauptlage (Geowissenschaft)
Die Hauptlage (Abk. LH) ist die zumeist jüngste und damit oberste der periglazialen Lagen. Sie entstand gegen Ende der letzten Kaltzeit und besteht im Wesentlichen aus Komponenten des anstehenden Gesteins, aus Löß und gelegentlich noch aus Spuren der Tephra des Laacher Sees. Die Hauptlage besitzt eine nahezu flächenhafte Verbreitung an den Hängen der Mittelgebirge bis weit in die Beckenlagen hinein, soweit sie nicht im Zuge menschlicher Eingriffe, z. B. durch Ackerbau, abgetragen wurde. Die Hauptlage tritt in der bodenkundlichen Literatur unter verschiedenen Namen auf, so etwa nach Semmel (1990) als Deckschutt, bei geringem Steingehalt als Decksediment.
Kennzeichen der Hauptlage sind lockere Lagerung und eine ziemlich konstante Mächtigkeit von 50±20 cm. Hauptlagen wurden in verschiedenen Mittelgebirgen unter Mooren gefunden, weshalb ihre kaltzeitliche Entstehung gesichert ist, obwohl ihre Lagerung durch spätere Ereignisse vielerorten durch umgestürzte Bäume, Forstwirtschaft etc. gestört ist, so dass ihre Entstehung durch Gelifluktion oft nicht mehr sicher auf Basis der Eigenschaften der Lage selbst belegt werden kann. 
Eine wesentliche Eigenschaft der Hauptlage, ihre sehr konstante Mächtigkeit, ist kaum von morphometrischen Parametern wie Hangneigung, Exposition oder Lage im Hangverlauf beeinflusst. Ergebnisse von Messungen des Durchtränkungsfließens legen nahe, dass ein Phänomen wie die Hauptlage unter Periglazialklima entstehen kann, wenn mehrere Faktoren zusammentreffen: Die Verlagerung währt nur kurz, es wird kein frisches Sediment, z. B. äolisch, nachgeliefert und es herrscht kein Permafrost. Insbesondere letzteres ist in der Literatur zur Hauptlage umstritten.
Die Hauptlage ist aufgrund ihrer lockeren Lagerung Hauptwurzelraum der Vegetation. Sie ist als zumeist oberste Schicht des oberflächennahen Untergrunds für die Pedogenese besonders wichtig, da in ihr die A-Horizonte entwickelt sind. Der Lößgehalt der Hauptlage beeinflusst meist ihre Puffereigenschaften günstig, was eine starke Versauerung für einige Zeit hinauszögert. Die Ausbildung der Böden im Einzelfall hängt aber nicht nur von der Hauptlage selbst ab, sondern auch davon, welches Substrat darunter folgt: Ist es eine Mittellage, so ist sehr regelmäßig eine Parabraunerde entwickelt, deren Al-Horizont in der Hauptlage zu finden ist. Folgt darunter eine Basislage mit dichter Lagerung oder eine stärker verdichtete Mittellage, so kann bei flachem Relief ein Pseudogley ausgebildet sein, mit dem Sw-Horizont in der Hauptlage. Andernfalls ist eher die Entwicklung einer Braunerde zu erwarten mit ihrem Bv-Horizont in der Hauptlage. Podsole sind selten und meist eine Folge der forstlichen Nutzung.